# Kreis Unna
Kreis Unna is een Kreis in de Duitse deelstaat Noordrijn-Westfalen. Kreisstadt is de gelijknamige stad. De Kreis telt 393.618 inwoners (31 december 2020) op een oppervlakte van 543,21 km². Op 31 december 2020 had 13,13% van de inwoners een niet-Duits staatsburgerschap (51.700 niet-Duitsers) en hadden 370 inwoners het Nederlandse staatsburgerschap.

## Steden en gemeenten

Steden en gemeenten in Kreis Unna.

De volgende steden en gemeenten liggen in de Kreis:
| Steden                                                                             | Gemeenten               |
| ---------------------------------------------------------------------------------- | ----------------------- |
| 1. Bergkamen 2. Fröndenberg 3. Kamen 4. Lünen 5. Schwerte 6. Selm 7. Unna 8. Werne | 1. Bönen 2. Holzwickede |

Zie ook: Lijst van Kreise en kreisfreie steden in Noordrijn-Westfalen
Bergkamen · Bönen · Fröndenberg · Holzwickede · Kamen · Lünen · Schwerte · Selm · Unna · Werne